# بيرتا الضخمة
بيرتا الضخمة (بالألمانية: Dicke Bertha) هو اسم شهرة لمدفع مدرع من عيار 42 سم استخدم بشكل واسع من الجيش الإمبراطوري الألماني في الحرب العالمية الأولى بين سنتي 1914-1918، وكان يستخدم أيضاً على هيئة قاذفة ألغام.
صمم هذا المدفع لأول مرة في سنة 1911 وكان الهدف منه كسر وإضعاف التحصينات على الجبهات في الحدود مع فرنسا وبلجيكا.